# BM Granollers

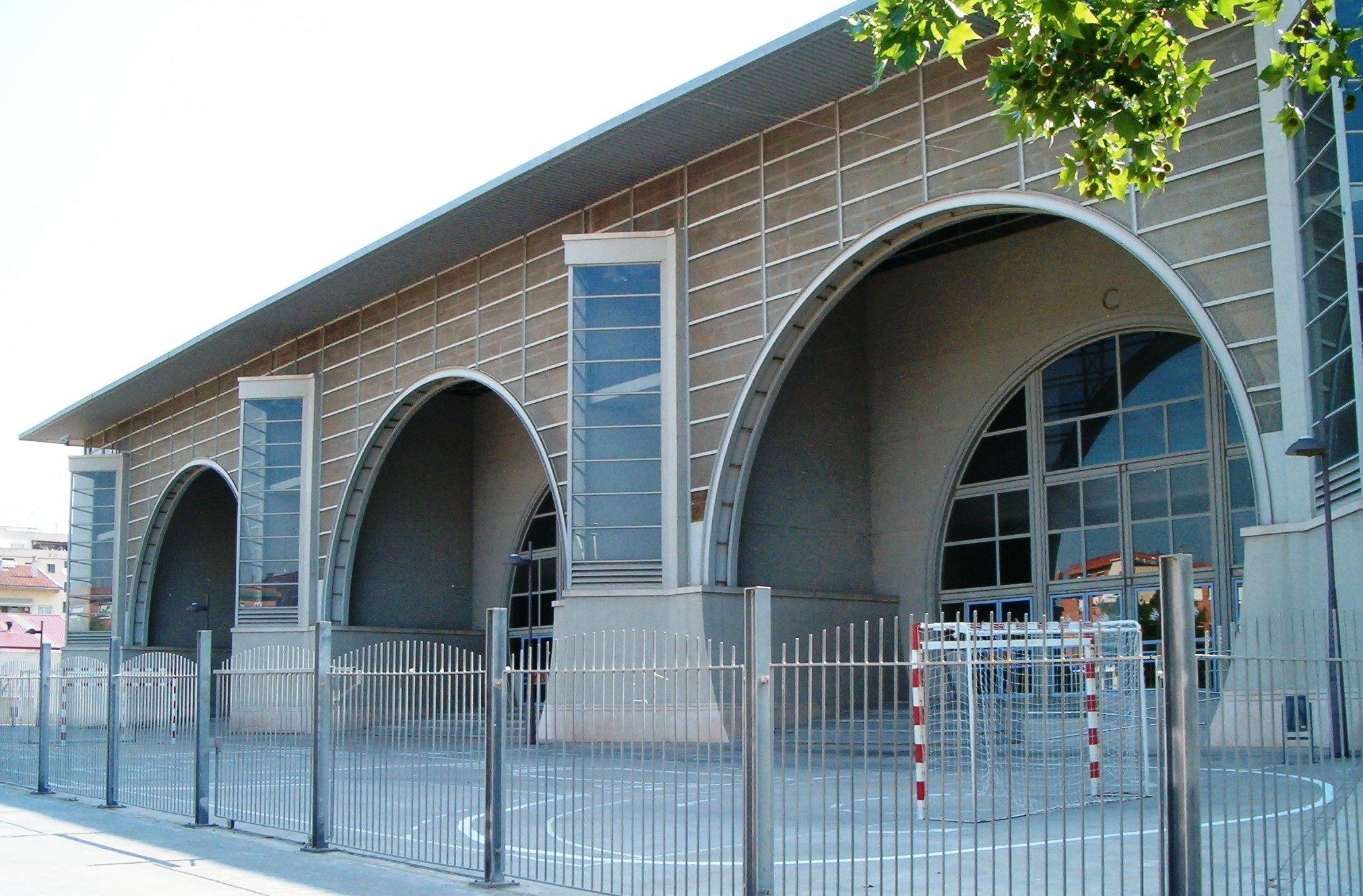
Arenan Palau d'Esports de Granollers, 2005.

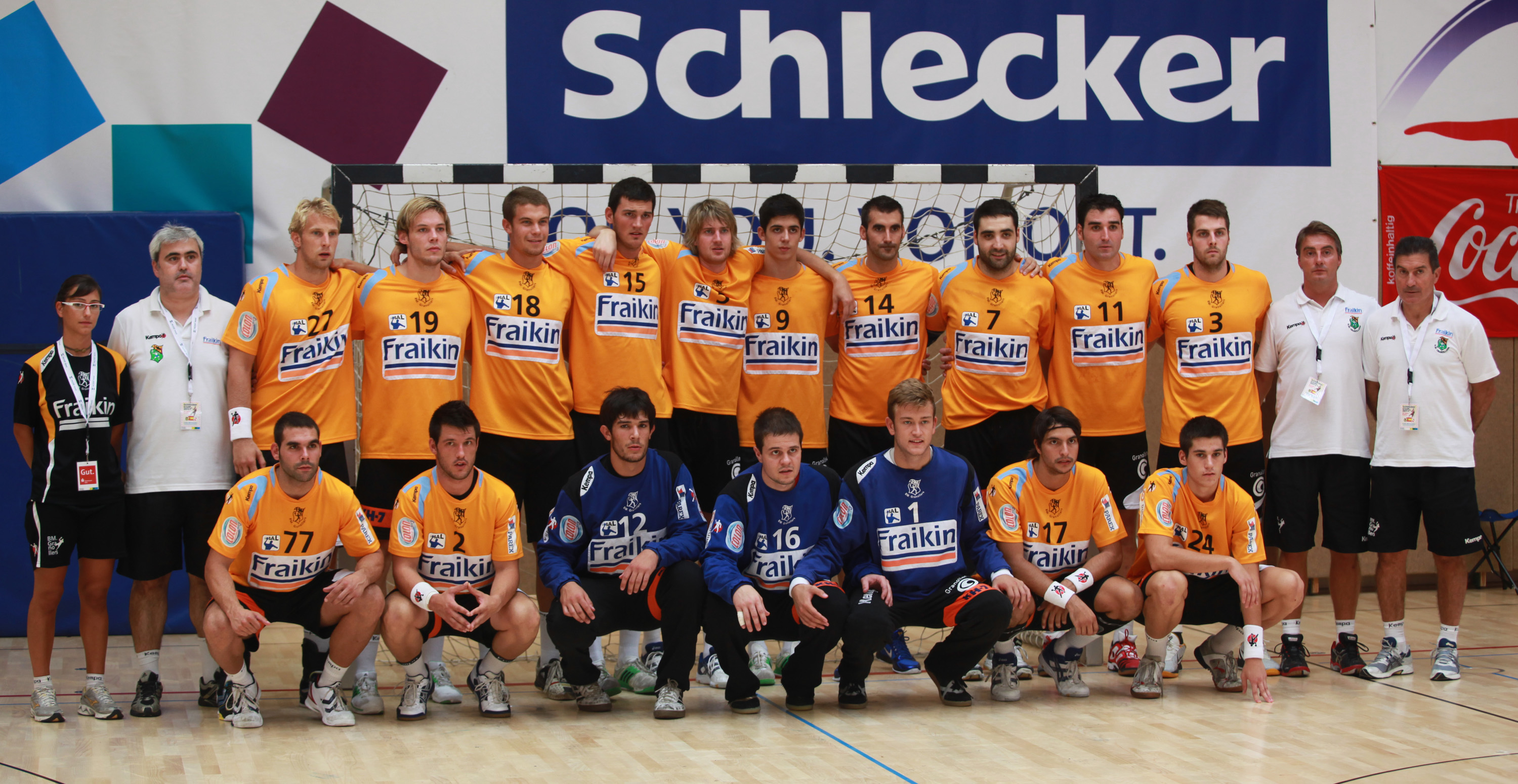
BM Granollers spelartrupp i augusti 2011.

Club Balonmano Granollers är en spansk handbollsklubb från staden Granollers i Katalonien, bildad 1944. Hemmaplan är Palau d'Esports de Granollers. Laget har blivit spanska mästare vid tio tillfällen (senaste gången 1974) och bland annat vunnit EHF-cupen två gånger (1995 och 1996).

## Meriter

### Internationellt
- EHF-cupen: 2 (1995, 1996)
- Cupvinnarcupen: 1 (1976)

### Inhemskt
- Liga ASOBAL: 10 (1959, 1960, 1961, 1966, 1967, 1968, 1970, 1971, 1972, 1974)
- Copa del Rey: 3 (1958, 1970, 1974)
- Copa ASOBAL: 1 (1993/1994)

## Spelare i urval
- Michael Apelgren (2008–2010)
- Joan Cañellas (2004–2005, 2008–2009)
- Per Carlén (1985–1989)
- Patrik Ćavar (2001–2005)
- Mateo Garralda (1986–1991)
- Peter Gentzel (2000–2001)
- Nicklas Grundsten (2009–2015)
- Venio Losert (2001–2004)
- Enric Masip (1987–1990)
- Fredrik Ohlander (2008–2011)
- Thomas Sivertsson (2000–2001)
- Ljubomir Vranjes (1999–2001)
- / Veselin Vujović (1993–1995)